# 广明高速公路
广明高速公路是连接中華人民共和國廣東省广州市番禺区至佛山市高明区的一条高速公路项目，属于广台高速公路的重要组成部分，广东省高速公路网编号为S5。起于广州市番禺区化龙镇，与广州东二环高速公路连接，终于佛山市高明区高村，与江罗高速公路及高恩高速公路相接，规划总长134.924公里。其中大岗－潭朗段与莞佛高速公路共线。

## 分段情况
广州段（三期）
起于广珠北线高速公路化龍立交，利用番禺区的原金山大道，经南村镇、钟村镇，止于顺德陈村镇吴家围，全长30.8公里，设计行车速度100公里/小时，全线采用六车道高速公路标准建设，项目总投资估算约58亿元人民币， 已于2015年12月31日通车。
陈村至西樵段（二期）
起于佛山市顺德区陈村镇吴家围，终于南海区西樵镇大岗村，全长约42.36公里，途经北滘镇、乐从镇、禅城区南庄镇、南海丹灶镇。全线设计时速100公里/小时，双向六车道，总投资约75亿元人民币，其中北滘－南庄段与佛山一环高速公路共线，已于2014年12月31日通车
西樵至更楼段（一期）
起于佛山市南海区西樵镇，横贯高明区，经荷城街道、明城镇及更合镇，全长42.06公里，全线采用设计速度100公里/小时的双向六车道高速公路标准，总投资31.4亿元人民币，2009年6月25日通车。为高明区首条高速公路，亦为中国国家高速公路网中莞佛高速公路的并行路段，编号G9411。
西延段（四期）
起于高明区更合镇白石，经万屋、船田，终于高村与深罗高速公路和高恩高速公路相接，全长19.7公里，双向6车道，设计时速为100公里/时，项目投资估算约18.036亿元人民币，2011年5月1日开工建设，2013年12月31日至更合西段通车。配合深羅高速公路高村至新興段於2015年12月通車，西延段四期已全線通車。

## 互通枢纽和服务设施
| 地区                                                                                         | 里程 | 类型                              | 名称        | 连接                                           | 说明                          |
| 路段                                                                                         | 路段 | 路段                              | 路段        | 路段                                           | 路段                          |
| -------------------------------------------------------------------------------------------- | ---- | --------------------------------- | ----------- | ---------------------------------------------- | ----------------------------- |
| 广州市 番禺区                                                                                |      | 枢纽                              | 化龙        | 广州东二环高速公路 广珠北线高速公路 新化快速路 |                               |
| 广州市 番禺区                                                                                |      | 出入口                            | 金山大道东  | 金山大道东 华创大道 金市路                     |                               |
| 广州市 番禺区                                                                                |      | 枢纽                              | 七星岗      | 南沙港快速路                                   |                               |
| 广州市 番禺区                                                                                |      | 出入口                            | 番禺大道    | 金山大道西 番禺大道北                          | 仅东行                        |
| 广州市 番禺区                                                                                |      | 出入口                            | 金山湖      | 新光快速路 金山大道西 番禺大道北               | 经金山大道西 至 市广路 仅西行 |
| 广州市 番禺区                                                                                |      | 出入口                            | 大夫山      | 广珠公路 304县道 钟屏岔道 873乡道 M36乡道      | 广州南站 仅西行               |
| 广州市 番禺区                                                                                |      | 枢纽                              | 屏山        | 东新高速公路                                   |                               |
| 广州市 番禺区                                                                                |      | 停车场 · 加油设施 · 修车站 · 餐厅 | 金山服务区  | 金山服务区                                     |                               |
| 佛山市 顺德区                                                                                |      | 枢纽                              | 吴家围      | 广珠西线高速公路                               |                               |
| 佛山市 顺德区                                                                                |      | 出入口 · 主线收费站               | 仙涌        | 文登路 花卉大道                                |                               |
| 并行路段                                                                                     |      |                                   |             |                                                |                               |
| 佛山市 顺德区                                                                                |      | 枢纽                              | 陈村 佛陈路 | 佛江高速公路 佛陈路                            | 原 西环共线段开始             |
| 佛山市 顺德区                                                                                |      | 出入口                            | 林上路      | 林上路                                         |                               |
| 佛山市 顺德区                                                                                |      | 枢纽                              | 北滘        | 佛江高速公路 三乐路                            |                               |
| 路段                                                                                         |      |                                   |             |                                                |                               |
| 佛山市 顺德区                                                                                |      | 出入口                            | 大罗        | 乐龙路                                         |                               |
| 佛山市 顺德区                                                                                |      | 出入口                            | 新桂路      | 佛山大道 新桂路                                | 佛山大道为 旧线               |
| 佛山市 顺德区                                                                                |      | 出入口                            | 环镇西      | 环镇西路                                       |                               |
| 佛山市 禅城区                                                                                |      | 枢纽                              | 吉利        | 佛开高速公路                                   |                               |
| 佛山市 禅城区                                                                                |      | 出入口                            | 梧村        | 富興路                                         | 東行                          |
| 佛山市 禅城区                                                                                |      | 出入口                            | 吉利大道    | 吉利大道                                       |                               |
| 佛山市 禅城区                                                                                |      | 出入口                            | 南庄        | 南庄大道                                       |                               |
| 佛山市 禅城区                                                                                |      | 枢纽                              | 罗格        | 佛清从高速公路 魁奇路                          | 原 西环共线结束               |
| 佛山市 南海区                                                                                |      | 出入口                            | 下安        | 樵金中路                                       |                               |
| 佛山市 南海区                                                                                |      | 出入口                            | 西樵        | 樵丹北路                                       |                               |
| 并行路段                                                                                     |      |                                   |             |                                                |                               |
| 佛山市 南海区                                                                                |      | (33)                              | 大岗        | 广州西二环高速公路                             |                               |
| 佛山市 三水区                                                                                |      | (35)                              | 金白        | 金白公路                                       | 西行                          |
| 佛山市 高明区                                                                                |      | (42)                              | 荷城        | 荷富路                                         |                               |
| 佛山市 高明区                                                                                |      | 停车场 · 加油设施 · 修车站 · 餐厅 | 松岗服务区  | 松岗服务区                                     |                               |
| 佛山市 高明区                                                                                |      | (49)                              | 沧江        | 杨西大道北 498县道 010乡道 595乡道             |                               |
| 佛山市 高明区                                                                                |      | (68)                              | 潭塱        | 江肇高速公路                                   | 终点                          |
| 路段                                                                                         |      |                                   |             |                                                |                               |
| 佛山市 高明区                                                                                |      | (76)                              | 明城        | 肇江公路                                       |                               |
| 佛山市 高明区                                                                                |      | (91)                              | 更合东      | 高铜线                                         |                               |
| 佛山市 高明区                                                                                |      | 隧道                              | 小洞隧道    | 小洞隧道                                       |                               |
| 佛山市 高明区                                                                                |      | 停车场 · 飲料小吃                 | 更合停车区  | 更合停车区                                     |                               |
| 佛山市 高明区                                                                                |      | (103)                             | 更合西      | 合和大道 505乡道                               |                               |
| 佛山市 高明区                                                                                |      | (107)                             | 高村        | 江罗高速公路 高恩高速公路                      |                               |
| 1.000 英里 = 1.609 千米；1.000 千米 = 0.621 英里 并行路段 • 已关闭／取消 • 限制进入 • 未开放 |      |                                   |             |                                                |                               |